# Scrotochloa
Scrotochloa  es un género de plantas de la familia de las gramíneas o poáceas.  Comprende 2 especies distribuidas en Asia tropical. 

## Descripción
Comprende plantas perennes, erectas o decumbentes, rizomatosas. Son monoicas, con flores masculinas y femeninas en la misma inflorescencia. Presenta un androceo con 6 estambres y un gineceo con tres estigmas. La inflorescencia es una panoja. 

## Especies
- Scrotochloa tararaensis
- Scrotochloa urceolata.